# Klavierbüchlein für Wilhelm Friedemann
Het Klavierbüchlein für Wilhelm Friedemann of Clavier-Büchein vor Wilhelm Friedemann Bach is een verzameling klavierwerken bijeengebracht door Johann Sebastian Bach voor zijn oudste zoon Wilhelm Friedemann. 

## Opbouw
Het Clavier-Büchlein vor Wilhelm Friedemann Bach werd aan Bachs zoon gegeven op 22 januari 1720, twee maanden na zijn 9e verjaardag. Het manuscript is in bezit van de bibliotheek van Yale University.
Mogelijk dat Wilhelm Friedemann zelf bijdragen heeft geleverd (de kleine preludes BWV 924-932).
Het manuscript is in bezit van de bibliotheen van Yale University.

Het boek begint met een kort overzicht van drie bladzijden over het tonale systeem (sleutels, toonhoogtes, stemsoorten), versieringen en vingerzettingen. 
De verzameling bevat vervolgens kleine preludes, koraaluitwerkingen, dansen, een groep preludes met een hogere moeilijkheidsgraad in verschillende toonaarden (inclusief minder gebruikte en moeilijke zoals cis en es), een eenvoudige fuga, vijftien preludes met tweestemmig contrapunt (in verschillende toonaarden, in stijgende en dalende volgorde), gevolgd door vijftien driestemmige fantasieën (op dezelfde wijze geordend als de tweedelige preludes), en suites van Telemann, Johann Christoph Richter en Gottfried Stölzel.
De moeilijker preludes, de tweestemmige preludes en de driestemmige fantasieën zouden hun weg vinden in respectievelijk het Wohltemperiertes Klavier, de Inventies en de Sinfonieën

## Inhoud

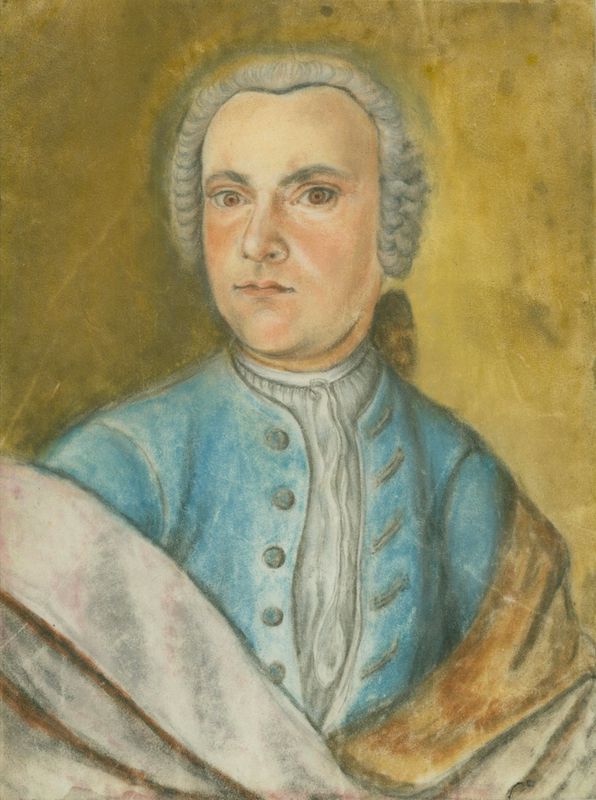
Wilhelm Friedemann Bach. c. 1725

- Claves signata (Verklaring van de sleutels)
- Explication unterschiedlicher Zeichen (Verklaring van de versieringen)
- De opgenomen composities:
  - Applicatio, BWV 994
  - Praeambulum 1, BWV 924
  - Wer nur den lieben Gott läßt walten, BWV 691
  - Praeludium 2, BWV 926
  - Jesu meine Freude, BWV 753
  - Twee Allemandes, BWV 836 en 837
  - Praeambulum, BWV 927
  - Praeambulum, BWV 930
  - Praeludium BWV 928
  - Menuet, BWV 841
  - Menuet, BWV 842
  - Menuet, BWV 843
  - 11 Preludes (Vroege versies van de preludes uit het Wohltemperiertes Klavier), BWV 846a-851, BWV 853 en 857
  - Pièce pour le Clavecin, composée par J.C. Richter (Allemande und Courante)
  - Praeludium, BWV 924a
  - Praeludium, BWV 925
  - Praeludium, BWV 932
  - Praeludium BWV 931
  - Baß-Skizze BWV deest (zonder BWV-nummer)
  - Fuga a 3, BWV 953
  - Preludes (Vroege versies van de tweestemminge Inventies), BWV 772-786
  - Suite in A (Georg Philipp Telemann), BWV 824
  - Partita di Signore Stelzeln (met Menuet-Trio van Bach, BWV 929)
  - Fantasieën (Vroege versies van de driestemmige Sinfonieën), BWV787-801

## Geselecteerde discografie
Klavierbüchlien für Wilhelm Friedemann (compleet), Christophe Rousset (clavevimbel Ruckers 1632/1745, Musée d'Art et d'histoire te Neuchâtel, Zwitserland)(Ambroisie, 2CDs AMB9977)